# Antropicha (obwód wołogodzki)
Antropicha (ros. Антропиха) – wieś w Rosji, w rejonie ust-kubińskim obwodu wołogodzkiego. W 2010 r. liczyła 8 mieszkańców.